# Melvin Appiah
Pour les articles homonymes, voir Appiah.
Melvin Appiah, né le 28 mars 1999, est un joueur de badminton mauricien.

## Biographie
Melvin Appiah est médaillé de bronze aux Championnats d'Afrique de badminton par équipes 2018 à Alger. Aux Jeux des îles de l'océan Indien 2019 à Maurice, il est médaillé de bronze en simple hommes. Aux Championnats d'Afrique de badminton 2019 à Port Harcourt, il obtient la médaille d'argent par équipe. Il est médaillé d'argent aux Championnats d'Afrique de badminton par équipes 2020 au Caire et au Championnat d'Afrique de badminton par équipes mixtes 2023 et médaillé de bronze aux Championnats d'Afrique de badminton par équipes 2022 à Kampala. Aux Jeux des îles de l'océan Indien 2023 à Madagascar, il est médaillé d'or par équipes et médaillé d'argent en double hommes avec Tejraj Pultoo ainsi qu'en double mixte avec Vilina Appiah.
Il est médaillé de bronze aux Championnats d'Afrique de badminton par équipes 2024 au Caire, ainsi que médaillé de bronze en double hommes avec Tejraj Pultoo aux Championnats d'Afrique de badminton 2024 au Caire. 

## Famille
Melvin Appiah est le frère de la joueuse de badminton Vilina Appiah.